# Jennifer M. Smith
Jennifer Meredith Smith, née le 1er janvier 1947 aux Bermudes, est une femme politique bermudienne. Elle est Première ministre des Bermudes de 1998 à 2003.

## Biographie
Jennifer Meredith Smith naît le 1er janvier 1947 aux Bermudes. Elle est la fille d'un barman membre de l'Église épiscopale méthodiste africaine. Très jeune, elle s'intéresse à l'art et suit ensuite des études à l'Art Institute of Pittsburgh aux États-Unis, d'où elle sort diplômée en 1970. Après son retour aux Bermudes, elle se tourne vers le journalisme et commence une carrière de reporter et d'éditorialiste politique au Bermuda Recorder.
Elle se présente aux élections législatives de 1972 sous les couleurs du Parti travailliste progressiste (PLP) mais est battue. En 1980, elle est nommée par le PLP au Sénat des Bermudes. Elle est finalement élue à l'Assemblée des Bermudes en 1989. En parallèle, elle poursuit sa carrière au sein du PLP et devient chef du parti et chef de l'opposition en 1996.
En 1998, pour la première fois de l'histoire des Bermudes, le Parti travailliste progressiste remporte les élections législatives et Jennifer Smith est nommée Première ministre des Bermudes. Elle remporte à nouveau les élections de 2003, mais une manœuvre au sein de son propre parti l'oblige à démissionner au profit d'Alex Scott, quelques jours après la victoire.
En 2005, elle est faite Dame commandeur de l'ordre de l'Empire britannique.